# Gran Premi de Bèlgica del 1967
Resultats del Gran Premi de Bèlgica de Fórmula 1 disputat la temporada 1967 al circuit de Spa Francorchamps el 18 de juny del 1967.

## Resultats
| Pos | No | Pilot               | Equip             | Voltes | Temps / Retirada | Pos. de sortida | Punts |
| --- | -- | ------------------- | ----------------- | ------ | ---------------- | --------------- | ----- |
| 1   | 36 | Dan Gurney          | Eagle - Weslake   | 28     | 1h 40' 49. 4     | 2               | 9     |
| 2   | 14 | Jackie Stewart      | BRM               | 28     | + 1' 03.0 min.   | 6               | 6     |
| 3   | 1  | Chris Amon          | Ferrari           | 28     | + 1' 40.0 min.   | 5               | 4     |
| 4   | 29 | Jochen Rindt        | Cooper - Maserati | 28     | + 2' 13.9 min.   | 4               | 3     |
| 5   | 12 | Mike Spence         | BRM               | 27     | + 1 Volta        | 11              | 2     |
| 6   | 21 | Jim Clark           | Lotus - Ford      | 27     | + 1 Volta        | 1               | 1     |
| 7   | 34 | Jo Siffert          | Cooper - Maserati | 27     | + 1 Volta        | 16              |       |
| 8   | 19 | Bob Anderson        | Brabham - Climax  | 26     | + 2 Voltes       | 17              |       |
| 9   | 14 | Pedro Rodríguez     | Cooper - Maserati | 25     | Motor            | 13              |       |
| 10  | 32 | Guy Ligier          | Cooper - Maserati | 25     | + 3 Voltes       | 18              |       |
| NC  | 2  | Ludovico Scarfiotti | Ferrari           | 24     | No Classificat   | 9               |       |
| Ret | 25 | Jack Brabham        | Brabham - Repco   | 15     | Motor            | 7               |       |
| Ret | 26 | Denny Hulme         | Brabham - Repco   | 14     | Motor            | 14              |       |
| Ret | 39 | Jo Bonnier          | Cooper - Maserati | 10     | Motor            | 12              |       |
| Ret | 22 | Graham Hill         | Lotus - Ford      | 3      | Embragatge       | 3               |       |
| Ret | 7  | John Surtees        | Honda             | 1      | Motor            | 10              |       |
| Ret | 17 | Chris Irwin         | BRM               | 1      | Motor            | 15              |       |
| Ret | 3  | Mike Parkes         | Ferrari           | 0      | Accident         | 8               |       |

## Altres
- Pole: Jim Clark 3' 28. 1

- Volta ràpida: Dan Gurney 3' 31. 9 (a la volta 19)